# コスミック・インベンション
コスミック・インベンション（Cosmic Invention）は、日本の男女ティーンエイジャーによるテクノポップバンド。作曲家の井上ヨシマサが所属していた。
1979年結成、1982年解散。

## 概要
かつて国内にあった電子楽器メーカー、ヒルウッド／ファーストマンの創業者 森岡一夫（2014年7月2日逝去）が、自身の娘である森岡みまを中心に彼女と同年代の少年少女を集めて結成したバンドである。また、バンドのプロデュースはジャッキー吉川とブルー・コメッツの小田啓義が担当していた。
主に「YMOジュニア」という位置づけをなされ、結成当時メンバーが小中学生であることが話題となった。
1980年12月に行われた、YMOの日本武道館公演の前座を務めた。後に井上が、その時のために猛練習して来たパートがあったが、松武秀樹にそのパートはコンピューターで演奏すると言われたというエピソードを回顧している。この他、NHKの『レッツゴーヤング』などへのテレビ出演もあった。
デビュー30周年を記念したベストアルバムを2011年11月23日にリリース。当時の音源をリマスターし、アルバム未収録のシングル曲と初音源化のインストを含めた全17曲を収録。

## メンバー
- 森岡みま（カッパ）（1967年2月4日 - ）：ボーカル・ドラム

1985年、「MIMA」名義で『魔法の妖精ペルシャ』（日本テレビ）の後期オープニングテーマ「おしゃれめさるな」を歌った。高校進学後は海外で音楽活動を試み、ツアーを行ったこともある。また、テクノバンド「DIO」、「七福神」、「KAZZ:BA（カジーバ）」に参加するなどした。ソニーレコード、VAPに在籍しアルバムを制作。その後、長期休業に入った。
結婚後は料理人に転身。オーガニックレストランを経営していた。2012年11月1日放送のNHKニュースおはよう日本の「まちかど情報室」に、現在の氏名、本多みまとして出演した。
2016年、音楽活動を再開。アルバム『COVENANT OF LOVE』をリリース。また、ライブも行っている。
2018年、隔月刊誌「昭和40年男」（Vol.50、7月11日発売）「俺たちのアイドル」で森岡の特集記事が組まれた。
- 井上能征（YMOの前座では豊武能征名義[4]、ビーバー）（1966年7月18日 - ）：トップキーボード

1985年から「井上ヨシマサ」名義で作曲家として活動。荻野目洋子・浅香唯・光GENJI・中山美穂・AKB48などに曲を提供。なお、作曲家デビュー30周年の際に当時を振り返り、一番容姿の良い子が真ん中に居座り、自分は端で演奏するというポップスの世界にありがちな努力の報われない待遇を理解できず、「僕が思っていた音楽の世界とは違う」と考えるようになったことが、作曲家へと至るきっかけになったと語っている。
- 佐藤克巳（オウマシャン）（1965年10月21日 - ）：セカンドキーボード

「佐藤鷹」名義で「To Be Continued」のメンバーとして音楽活動を行った後に音楽プロデューサーに転じた。
- 橋本かんな（カンナ）（1966年10月25日 - ）：ベースキーボード
- 安藤聖己（イヤミちゃん）（1967年7月4日 - ）：ストリングス・オーケストラ

1981年脱退。父は『ファイヤーマン』（日本テレビ）、『トリプルファイター』（TBS）などを手がけた元映画監督の安藤達己。荻野目洋子に「入江に帰るヨットのように」（アルバム『フリージアの雨』に収録）の詞を提供したのを最後に芸能界を引退。

## ディスコグラフィ

### シングル
- YAKIMOKI（1981年3月5日、ビクター音楽産業（現：JVCケンウッド・ビクターエンタテインメント）

デビュー曲。c/w「コスミック・ファンタジー」
- ちょっとホントあとはウソ（1981年7月21日）

c/w「Space Fighting」
- プラトニック学園（1982年7月21日）

c/w「コズミック・サーフィン」

### アルバム
- COSMORAMA（1981年8月21日）

1. SPACE FIGHTING
2. 愛 Love Come On
3. ちょっとホントあとはウソ
4. ゆでたまごちゃん
5. YAKIMOKI
6. コンピューターおばあちゃん - NHK「みんなのうた」で著名な曲。「あなたのメロディー年間優秀作品コンテスト」でオリジナル版を歌っている。
7. Trouble
8. Little Darling
9. Cosmic Fantasy
10. ひこうき雲 - 志賀真理子によってカバーされた。志賀自身も最も気に入っている曲であると語っていた。[要出典]
11. それはシークレット

### ベストアルバム
- コンプリート・ベスト（2011年11月23日、ビクターエンタテインメント）

1. SPACE FIGHTING
2. 愛 Love Come On
3. ちょっとホントあとはウソ
4. ゆでたまごちゃん
5. YAKIMOKI
6. コンピューターおばあちゃん
7. Trouble
8. Little Darling
9. Cosmic Fantasy
10. ひこうき雲
11. それはシークレット
12. プラトニック学園
13. コズミック・サーフィン
14. YAKIMOKI（Instrumental）
15. ちょっとホントあとはウソ（Instrumental）
16. プラトニック学園（Instrumental）
17. コズミック・サーフィン（Instrumental）